# Nesozineus fraterculus
Nesozineus fraterculus là một loài bọ cánh cứng trong họ Cerambycidae.